# Rivers United FC
El Rivers United FC es un equipo de fútbol de Nigeria que juega en la Liga de Fútbol Profesional de Nigeria, primera categoría de fútbol en el país.

## Historia
Fue fundado en febrero del año 2016 en la ciudad de Port Harcourt tras la fusión de los equipos Sharks FC y Dolphins con el fin de tener a un equipo único en la Liga Premier de Nigeria.
El club debuta en la máxima categoría en la temporada 2016, terminado en segundo lugar solo detrás de campeón Enugu Rangers.
En la temporada 2017 juega por primera vez en competiciones internacionales, ya que jugó en la Liga de Campeones de la CAF 2017 en donde fue eliminado en la primera ronda por el Al-Merrikh SC de Sudán, aunque posteriormente jugó en la Copa Confederación de la CAF 2017 en su fase de playoff y fue eliminado en la fase de grupos al terminar en último lugar de grupo A.
En la temporada 2021-22 logró ganar su primer título de liga en su historia el día 25 de junio de 2022, luego de que el Plateau United perdiera 2:1 contra el Akwa United en la jornada 35.

## Palmarés
- Liga de Fútbol Profesional de Nigeria: 1

2022

## Participación en competiciones de la CAF
| Temporada | Torneo                       | Ronda          | Club                | Casa | Visita | Global      |
| --------- | ---------------------------- | -------------- | ------------------- | ---- | ------ | ----------- |
| 2017      | Liga de Campeones de la CAF  | Preliminar     | AS Real Bamako      | 4-0  | 0-0    | 4-0         |
| 2017      | Liga de Campeones de la CAF  | 1              | Al-Merrikh SC       | 3-0  | 0-4    | 3-4         |
| 2017      | Copa Confederación de la CAF | Playoff        | Rayon Sports FC     | 2-0  | 0-0    | 2-0         |
| 2017      | Copa Confederación de la CAF | Fase de grupos | Club Africain       | 0-2  | 1-3    | 4º Lugar    |
| 2017      | Copa Confederación de la CAF | Fase de grupos | FUS Rabat           | 1-0  | 1-2    | 4º Lugar    |
| 2017      | Copa Confederación de la CAF | Fase de grupos | KCCA FC             | 2-1  | 1-2    | 4º Lugar    |
| 2020/21   | Copa Confederación de la CAF | Preliminar     | Futuro Kings FC     | 2-0  | 0-2    | 2-2 (2-0 p) |
| 2020/21   | Copa Confederación de la CAF | 1              | Bloemfontein Celtic | 2-0  | 3-0    | 5-0         |
| 2020/21   | Copa Confederación de la CAF | Playoff        | Enyimba FC          | 1-0  | 0-1    | 1-1 (4-5 p) |
| 2021/22   | Liga de Campeones de la CAF  | 1              | Young Africans SC   | 1-0  | 1-0    | 2-0         |
| 2021/22   | Liga de Campeones de la CAF  | 2              | Al-Hilal Omdurmán   | 1-1  | 0-1    | 1-2         |
| 2021/22   | Copa Confederación de la CAF | Playoff        | Al-Masry SC         | 2-1  | 0-1    | 2-2 (a)     |

## Jugadores

### Jugadores destacados
- Chiamaka Madu

## Entrenadores
- Stanley Eguma[4] (2016-)